# Dekedaha FC
Dekedaha Football Club w skrócie Dekedaha FC – somalijski klub piłkarski, grający w pierwszej lidze somalijskiej, mający siedzibę  w mieście Mogadiszu.

## Sukcesy
- I liga[1]
  - mistrzostwo (5): 1998, 2007, 2017, 2018, 2019.

- Puchar Somalii[2]
  - zwycięstwo (2): 2002, 2004.

- Superpuchar Somalii[2]
  - zwycięstwo (1): 2018.

## Występy w afrykańskich pucharach
| Sezon     | Rozgrywki     | Runda   | Kraj  | Klub       | Dom | Wyjazd | Dwumecz |
| --------- | ------------- | ------- | ----- | ---------- | --- | ------ | ------- |
| 2019/2020 | Liga Mistrzów | wstępna | Egipt | Zamalek SC | 0–7 | 0–6    | 0–13    |

## Stadion
Domowe mecze klub rozgrywa na stadionie o nazwie Banadir Stadium w Mogadiszu, który może pomieścić 10000 widzów.